# Motoi Iwa
Motoi Iwa (japanisch 基岩 ‚Basisfelsen‘) ist ein 2341 m hoher Berg im ostantarktischen Königin-Maud-Land. Im südlichen Teil des Königin-Fabiola-Gebirges stellt er einen zweier kleiner Felsvorsprünge 13 km südöstlich des Mount Gaston de Gerlache dar.
Japanische Wissenschaftler nahmen 19690 seine Vermessung und 1975 die Benennung vor.